# Zeria antelopicornis
Zeria antelopicornis är en spindeldjursart som först beskrevs av Lawrence 1929.  Zeria antelopicornis ingår i släktet Zeria och familjen Solpugidae. Inga underarter finns listade i Catalogue of Life.